# 잭 켈리 (배우)
존 아우구스투스 켈리 주니어(영어: John Augustus Kelly Jr., 1927년 9월 16일 ~ 1992년 11월 7일)는 미국의 배우, 정치인이다.

## 출연 작품
- 히스테리아 (2011년)
- 아메리칸 캐롤 (2008, An American Carol)
- 프로텍션 (2001년)
- 사랑의 기억 (1999년)
- 도박사 4 (1991년)
- 더 뉴 매버릭 (1978년)
- 스폰 오브 더 슬리디스 (1978년)
- 베가스 (1978년)
- 용감한 형제 (1977년)
- 설리반 작전 (1968년)
- 아이언 사이드 (1967년)
- 배트맨 - 66년 TV 시리즈 (1966년)
- 매버릭 - TV 시리즈 (1957년)
- 줄리 (1956년)
- 금지된 세계 (1956년) - 제리 파먼 역
- 컬트 오브 더 코브라 (1955년)
- 불타는 전장 (1955년) - 케리건 역
- 거대한 강박관념 (1954년)
- 더 레드헤드 프롬 와이오밍 (1953년)
- 법과 질서 (1953년)
- 말 많은 세상 (1951년)
- 웨스트 포인트 스토리 (1950년)
- 홀리데이 어페어 (1949년)
- 링컨 (1939년)